# Aigues-Juntes

Aigues-Juntes este o comună în departamentul Ariège din sudul Franței. În 2009 avea o populație de 559 de locuitori.